# SMS Viribus Unitis
SMS Viribus Unitis – pierwszy z drednotów typu Tegetthoff zbudowany dla Kaiserliche und Königliche Kriegsmarine. „Viribus Unitis” został zamówiony przez austro-węgierską marynarkę w 1908 roku. Stępka pod okręt została położona 24 lipca 1910 roku w stoczni Stabilimento Tecnico Triestino w Trieście. Wodowanie odbyło się 24 czerwca 1911 roku, a wprowadzenie do służby 5 grudnia 1912 roku.
W czasie I wojny światowej pancernik brał udział w zabezpieczeniu ucieczki niemieckich krążowników SMS „Goeben” i SMS „Breslau”, jak również w ostrzale Ankony w maju 1915 roku. Został zatopiony 1 listopada 1918 roku w trakcie rajdu na Pulę przez dwóch marynarzy Regia Marina.

## Budowa
SMS „Viribus Unitis” został zamówiony w 1908 roku, jako pierwszy z czterech jedynych drednotów zbudowanych dla austro-węgierskiej marynarki. Pierwotnie miał nosić nazwę „Tegetthoff”, jednak została ona zmieniona na osobistą prośbę cesarza Franciszka Józefa I. Viribus Unitis oznacza „wspólnymi siłami” i było to personalne motto cesarza . Nazwę „Tegetthoff” nosił drugi okręt z typu. Stępka pod okręt została położona 24 lipca 1910 roku w stoczni Stabilimento Tecnico Triestino w Trieście. Po 11 miesiącach budowy, „Viribus Unitis” został zwodowany 24 czerwca 1911 roku. Po zakończeniu prac wykończeniowych, został wprowadzony do służby w Austro-Węgierskiej Marynarce Wojennej 5 grudnia 1912 roku.

## Konstrukcja

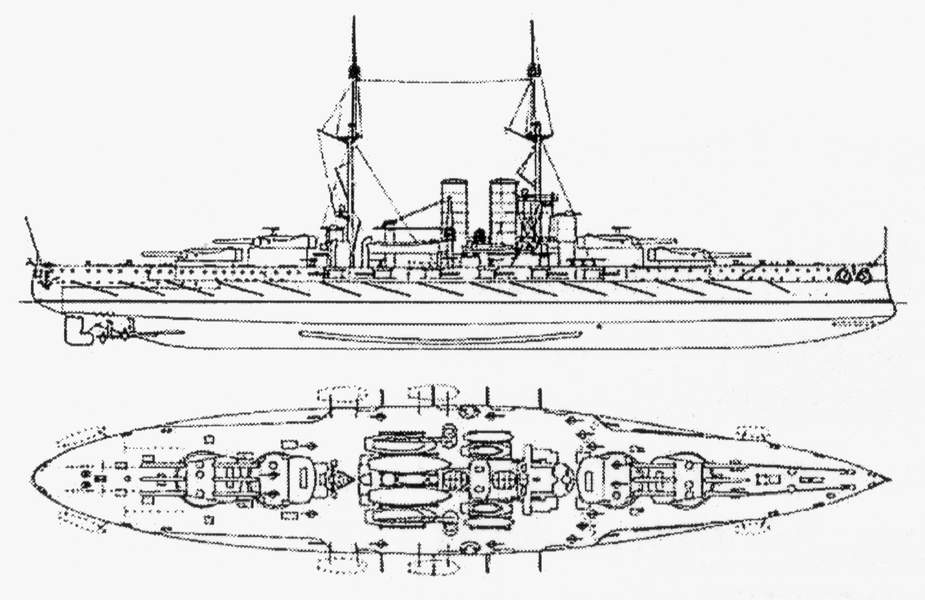
Rzut z lewej burty i plan pokładu pancernika typu Tegetthoff

„Viribus Unitis” miał 152,2 metra długości całkowitej, 27,3 m szerokości i 8,9 m zanurzenia przy pełnej wyporności, która wynosiła 21 595 ton. Standardowo okręt wypierał 20 000 ton. Załoga okrętu składała się z 31 oficerów i 1066 marynarzy. Napęd pancernika składał się z czterech turbin parowych systemu Parsonsa, z których każda znajdowała się w oddzielnej maszynowni. Turbiny napędzane były przez 12 kotłów parowych Yarrow. Konstrukcyjnie turbiny miały generować 27 000 KM mocy wyjściowej, co powinno było zapewniać planową prędkość maksymalną 20 węzłów, jednak nieznane są jakiekolwiek dane z testów prędkości okrętu. Okręt przenosił zapas 1844,5 tony węgla oraz dodatkowo 267,2 tony oleju opałowego, którym spryskiwany był węgiel w celu zwiększenia szybkości jego spalania. Przy pełnej wyporności zapas węgla zapewniał zasięg 4200 Mm przy prędkości 10 węzłów.
Uzbrojenie główne okrętu składało się z dwunastu dział Škoda K10 kal. 305 mm L/45 w czterech potrójnych wieżach. Kąt podniesienia lufy dział miał zakres od −4° do +20°. 140-kilogramowy ładunek prochu nadawał 450-kilogramowym pociskom prędkość wylotową 800 m/s , co przy maksymalnym podniesieniu lufy dawało donośność ok. 25 000 m. Uzbrojenie średniego kalibru składało się z dwunastu dział Škoda K10 kal. 150 mm L/50 zamontowanych w ręcznie obracanych wieżach w kazamatach na śródokręciu, po sześć na każdej burcie. Jak w większości austro-węgierskich pancerników, ich umiejscowienie tuż nad linią wody powodowało, że stawały się one bezużyteczne przy wzburzonym morzu. Uzbrojenie lekkiego kalibru składało się z osiemnastu dział Škoda K10 kal. 66 mm L/50 zamontowanych na górnym pokładzie nad kazamatami, a część z nich na drugiej i trzeciej wieży artylerii głównej. Niektóre zostały zastąpione później działami przeciwlotniczymi Škoda K10 BAG kal. 66 mm L/50, zamontowanymi na szczycie wież artyleryjskich. Pozostałe uzbrojenie artyleryjskie składało się z dwóch szybkostrzelnych dział Škoda kal. 47 mm L/44, dwóch dział desantowych Škoda kal. 66 mm L/18 i dwóch karabinów maszynowych Schwarzlose M.7/12 kal. 8 mm. Okręt był również wyposażony w cztery podwodne wyrzutnie torpedowe kal. 533 mm (jedna na dziobie, jedna na rufie i po jednej na burtach). Zapas wynosił dwanaście torped Fiume – wyprodukowanych przez zakłady Roberta Whiteheada pierwszych na świecie pocisków tego rodzaju kalibru 533 mm.

## Służba

### Wizyta arcyksięcia Franciszka Ferdynanda w Sarajewie
Pod koniec czerwca 1914 roku arcyksiążę Franciszek Ferdynand Habsburg odbył na pokładzie „Viribus Unitis” podróż do Bośni w celu inspekcji manewrów wojskowych. 25 czerwca wsiadł on na pancernik w porcie w Trieście i odbył podróż do ujścia rzeki Neretwy, gdzie przesiadł się na inny okręt. 30 czerwca, dwa dni po zamachu na arcyksięcia i jego żonę, „Viribus Unitis” przetransportował ich ciała z powrotem do Triestu.

### I wojna światowa
Przed wojną „Viribus Unitis” został przydzielony do I Dywizjonu Pancerników w I Eskadrze Bojowej. W czasie I wojny światowej rola okrętu była mocno ograniczona przez blokadę Cieśniny Otranto, która nie pozwalała austro-węgierskim okrętom wypłynąć poza Morze Adriatyckie. W rezultacie austro-węgierska flota rzadko opuszczała Pulę.
W przededniu wybuchu wojny „Viribus Unitis” razem z resztą floty został zmobilizowany w celu osłony ucieczki SMS „Goeben” i SMS „Breslau”. Niemieckie okręty próbowały wyrwać się z Cieśniny Mesyńskiej, która była otoczona przez brytyjskie okręty i uciec do Turcji. Kiedy austro-węgierska flota była na wysokości Brindisi na południu Włoch, wieść o udanej ucieczce dotarła do Wiednia i okręty zostały odwołane. „Viribus Unitis” brał również w bombardowaniu Ankony w maju 1915 roku. Po tych wydarzeniach pancernik pozostawał w Puli aż do czerwca 1918 roku.

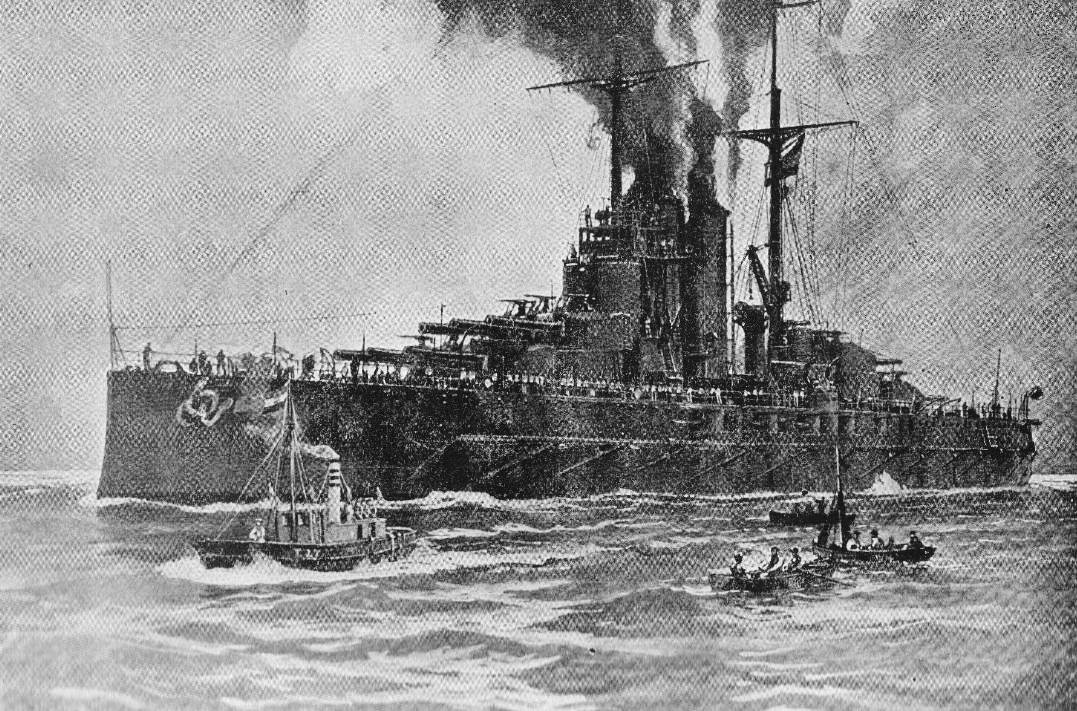
„Viribus Unitis” w 1914 r.

Jego pobyt w Puli został ożywiony przez wizytę nowego cesarza Austrii, Karola I 15 grudnia 1916 roku oraz cesarza Wilhelma II 12 grudnia 1917 roku, który odbywał w tym czasie inspekcję niemieckiej bazy okrętów podwodnych w Puli. Ponadto Włosi przeprowadzili ponad 80 nalotów lotniczych na Pulę w okresie od 1915 do 1917 roku.

### Akcja przeciw blokadzie Cieśniny Otranto
W 1918 roku nowy dowódca austro-węgierskiej floty, Miklós Horthy, postanowił przeprowadzić kolejny atak na blokadę Cieśniny Otranto, aby więcej niemieckich i austro-węgierskich okrętów podwodnych mogło bezpiecznie wyjść na pełne morze. W nocy 8 czerwca Horthy opuścił Pulę z „Viribus Unitisem” i „Prinzem Eugenem”. Dwa pozostałe drednoty, „Szent István” i „Tegetthoff”, razem z niszczycielem i sześcioma torpedowcami, wyruszyły z Puli następnego dnia. 10 czerwca o godzinie 3:15 dwa włoskie kutry MAS, MAS-15 i MAS-21, wykryły austro-węgierską flotę. Pluton kutrów dowodzony był przez Capitano di fregata Luigiego Rizzo, natomiast pojedyncze okręty odpowiednio przez Capo timoniere Armando Gori i Guardiamarina di complemento Giuseppe Aonzo. Oba kutry przedarły się przez eskortę i rozdzieliły się, by zaatakować drednoty. MAS-21 chybił torpedami w „Tegetthoffa”, lecz MAS-15 uzyskał trafienie w „Szenta Istvána” o 3:25. Następnie włoskie jednostki zostały przepędzone przez okręty eskorty.
Pomimo prób wzięcia na hol uszkodzonego „Szenta Istvána” przez „Tegetthoffa”, kilka minut po 6:00 pancernik zatonął. Admirał Horthy, myśląc, że Włosi odkryli jego zamiary, odwołał rajd i zawrócił okręty do Puli. W rzeczywistości Włosi nie wiedzieli, że pancerniki wyszły w morze aż do 10 czerwca, kiedy zdjęcia lotnicze ujawniły, że nie ma ich w porcie. Była to ostatnia operacja wojskowa, w której brał udział „Viribus Unitis” i resztę wojny okręt spędził w Puli.

### Włoski atak i zatopienie

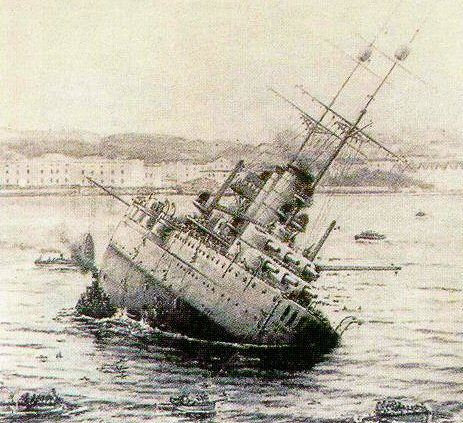
„Jugoslavija”, były „Viribus Unitis”, tonie

W październiku 1918 roku stało się jasne, że Austro-Węgry przegrają wojnę. Cesarski rząd zdecydował przekazać „Viribusa Unitisa”, razem ze znaczną częścią austro-węgierskiej floty, nowo powstałemu Państwu Słoweńców, Chorwatów i Serbów. Dzięki temu uniknięto by przekazania floty aliantom, jako że nowe państwo zadeklarowało swoją neutralność. Oficjalne przekazanie odbyło się 31 października, a „Viribus Unitis” otrzymał nową nazwę – „Jugoslavija”.
1 listopada 1918 roku, gdy poza Austro-Węgrami nie wiedziano nic o przekazaniu okrętu, dwóch marynarzy Regia Marina, Raffaele Paolucci i Raffaele Rossetto, wpłynęło do portu w Puli na prymitywnej żywej torpedzie Mignatta. Z włoskiego portu wypłynęli jakiś czas wcześniej i nie wiedzieli o przekazaniu austro-węgierskiej floty poprzedniego dnia.
Płynąc wzdłuż rzędów austriackich okrętów, dwaj marynarze napotkali „Viribus Unitis” około 4:40 nad ranem. Na dziobie Mignatty znajdowały się dwa ładunki wybuchowe z trotylem. Włosi umocowali jeden z ładunków pod kadłubem okrętu za pomocą magnesu, do którego ładunek był przywiązany liną o długości 6 m. Przy założeniu ładunku ustawili czas wybuchu na 6:30 i zaczęli się wycofywać. Włosi nie mieli zestawów do nurkowania, więc musieli trzymać głowy nad poziomem wody i zostali uchwyceni w jeden z reflektorów okrętowych. Szybko ustawili timer na drugim z ładunków i wypuścili Mignattę, która przepłynęła przez port i rozbiła się o falochron, dokładnie pod miejscem cumowania transportowca „Wien”. Zostali zabrani na pokład pancernika i poinformowali nowego kapitana okrętu o swoim czynie, lecz nie ujawnili dokładnej pozycji ładunków. Następnie nowy kapitan, Janko Vuković, dopilnował, by więźniowie zostali bezpiecznie przetransportowali na siostrzany okręt, „Tegetthoff”, i rozkazał ewakuację okrętu. Jednak ładunki nie wybuchły o 6:30, więc Vuković uznał, że Włosi kłamali i powrócił na pancernik razem ze znaczną liczbą marynarzy. Po wybuchu ładunków na krótko po 6:44 okręt zatonął w ciągu 15 minut, zabierając ze sobą Vukovicia i około 300–400 członków załogi. Drugi ładunek zatopił transportowiec „Wien”. Dwaj Włosi zostali internowani do końca wojny i zostali odznaczeni przez Królestwo Włoch Złotym Medalem za Męstwo Wojskowe.

## Upamiętnienie

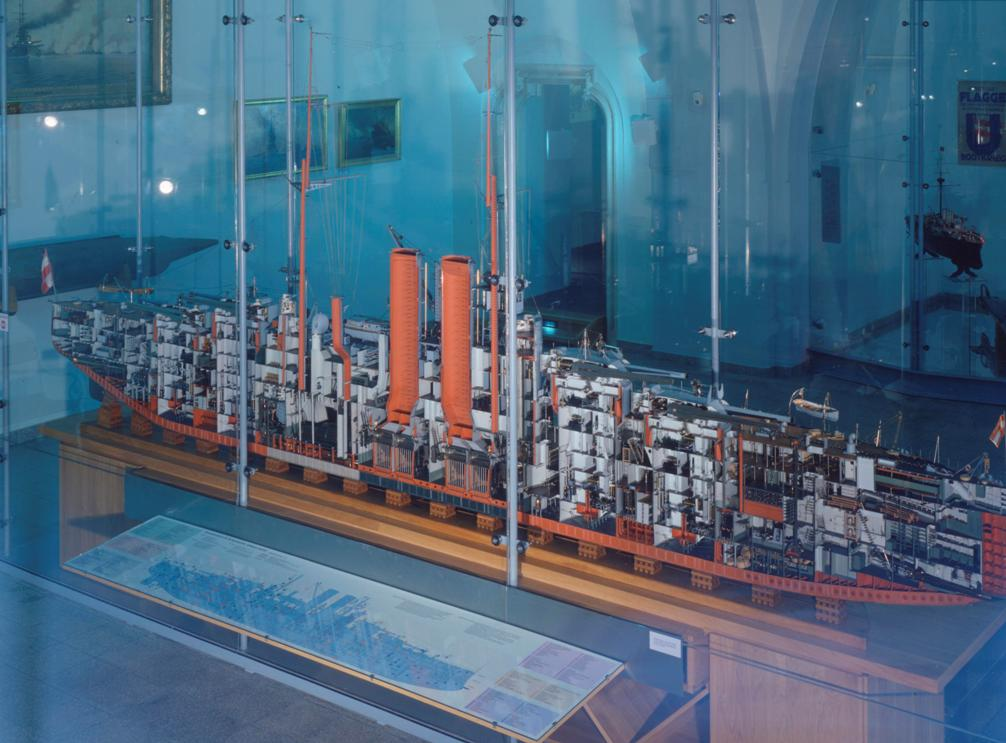
Model „Viribus Unitis” w Heeresgeschichtliches Museum, Wiedeń

SMS „Viribus Unitis” został wybrany jako główny motyw dla austriackiej monety pamiątkowej, wybitej 13 września 2006 roku. Na awersie przedstawiony jest „Viribus Unitis” widziany z pokładu towarzyszącego okrętu. W tle widać dwa okręty starszego typu. Rewers monety jest hołdem dla Austro-Węgierskiej Marynarki Wojennej. „Viribus Unitis” ukazany jest od frontu pod kątem, nad okrętem krąży wodnosamolot, a na pierwszym planie wynurza się okręt podwodny. Moneta nie upamiętnia jedynie pancernika, lecz również trzy główne typy broni, używanych przez austro-węgierską flotę w czasie pierwszej wojny światowej. Moneta ta była ostatnią z serii „Austria na pełnym morzu”.